# Distrito de Privas
El distrito de Privas es un distrito (en francés arrondissement) de Francia, perteneciente al departamento de Ardèche, en la región de Ródano-Alpes.
El distrito agrupa la administración departamental de 110 comunas, que a su vez se distribuyen en 11 cantones.

## División territorial

### Cantones
Los cantones del distrito de Privas son:
1. Cantón de Antraigues-sur-Volane
2. Cantón de Aubenas
3. Cantón de Bourg-Saint-Andéol
4. Cantón de Chomérac
5. Cantón de Privas
6. Cantón de Rochemaure
7. Cantón de Saint-Pierreville
8. Cantón de Vals-les-Bains
9. Cantón de Villeneuve-de-Berg
10. Cantón de Viviers
11. Cantón de La Voulte-sur-Rhône

### Comunas
| 1. Ailhon (07002)                          | 2. Aizac (07003)                        | 3. Ajoux (07004)                          | 4. Alba-la-Romaine (07005)              |
| 5. Albon-d'Ardèche (07006)                 | 6. Alissas (07008)                      | 7. Antraigues-sur-Volane (07011)          | 8. Asperjoc (07016)                     |
| 9. Aubenas (07019)                         | 10. Aubignas (07020)                    | 11. Baix (07022)                          | 12. Beauchastel (07027)                 |
| 13. Beauvène (07030)                       | 14. Berzème (07032)                     | 15. Bidon (07034)                         | 16. Bourg-Saint-Andéol (07042)          |
| 17. Charmes-sur-Rhône (07055)              | 18. Chomérac (07066)                    | 19. Coux (07072)                          | 20. Creysseilles (07074)                |
| 21. Cruas (07076)                          | 22. Darbres (07077)                     | 23. Dunière-sur-Eyrieux (07083)           | 24. Flaviac (07090)                     |
| 25. Fons (07091)                           | 26. Freyssenet (07092)                  | 27. Genestelle (07093)                    | 28. Gilhac-et-Bruzac (07094)            |
| 29. Gluiras (07096)                        | 30. Gourdon (07098)                     | 31. Gras (07099)                          | 32. Issamoulenc (07104)                 |
| 33. Juvinas (07111)                        | 34. Labastide-sur-Bésorgues (07112)     | 35. Labégude (07116)                      | 36. Lachamp-Raphaël (07120)             |
| 37. Lachapelle-sous-Aubenas (07122)        | 38. Lanas (07131)                       | 39. Larnas (07133)                        | 40. Lavilledieu (07138)                 |
| 41. Laviolle (07139)                       | 42. Lentillères (07141)                 | 43. Lussas (07145)                        | 44. Lyas (07146)                        |
| 45. Marcols-les-Eaux (07149)               | 46. Mercuer (07155)                     | 47. Meysse (07157)                        | 48. Mirabel (07159)                     |
| 49. Mézilhac (07158)                       | 50. Les Ollières-sur-Eyrieux (07167)    | 51. Pourchères (07179)                    | 52. Le Pouzin (07181)                   |
| 53. Pranles (07184)                        | 54. Privas (07186)                      | 55. Rochecolombe (07190)                  | 56. Rochemaure (07191)                  |
| 57. Rochessauve (07194)                    | 58. Rompon (07198)                      | 59. Saint-Andéol-de-Berg (07208)          | 60. Saint-Andéol-de-Vals (07210)        |
| 61. Saint-Bauzile (07219)                  | 62. Saint-Cierge-la-Serre (07221)       | 63. Saint-Didier-sous-Aubenas (07229)     | 64. Saint-Fortunat-sur-Eyrieux (07237)  |
| 65. Saint-Georges-les-Bains (07240)        | 66. Saint-Germain (07241)               | 67. Saint-Gineis-en-Coiron (07242)        | 68. Saint-Jean-le-Centenier (07247)     |
| 69. Saint-Joseph-des-Bancs (07251)         | 70. Saint-Julien-du-Gua (07253)         | 71. Saint-Julien-du-Serre (07254)         | 72. Saint-Julien-en-Saint-Alban (07255) |
| 73. Saint-Just (07259)                     | 74. Saint-Lager-Bressac (07260)         | 75. Saint-Laurent-du-Pape (07261)         | 76. Saint-Laurent-sous-Coiron (07263)   |
| 77. Saint-Marcel-d'Ardèche (07264)         | 78. Saint-Martin-d'Ardèche (07268)      | 79. Saint-Martin-sur-Lavezon (07270)      | 80. Saint-Maurice-d'Ardèche (07272)     |
| 81. Saint-Maurice-d'Ibie (07273)           | 82. Saint-Michel-de-Boulogne (07277)    | 83. Saint-Michel-de-Chabrillanoux (07278) | 84. Saint-Montan (07279)                |
| 85. Saint-Pierre-la-Roche (07283)          | 86. Saint-Pierreville (07286)           | 87. Saint-Pons (07287)                    | 88. Saint-Priest (07288)                |
| 89. Saint-Privat (07289)                   | 90. Saint-Remèze (07291)                | 91. Saint-Sauveur-de-Montagut (07295)     | 92. Saint-Sernin (07296)                |
| 93. Saint-Symphorien-sous-Chomérac (07298) | 94. Saint-Thomé (07300)                 | 95. Saint-Vincent-de-Barrès (07302)       | 96. Saint-Vincent-de-Durfort (07303)    |
| 97. Saint-Étienne-de-Boulogne (07230)      | 98. Saint-Étienne-de-Fontbellon (07231) | 99. Saint-Étienne-de-Serre (07233)        | 100. Sceautres (07311)                  |
| 101. Le Teil (07319)                       | 102. Ucel (07325)                       | 103. Vals-les-Bains (07331)               | 104. Valvignères (07332)                |
| 105. Vesseaux (07339)                      | 106. Veyras (07340)                     | 107. Villeneuve-de-Berg (07341)           | 108. Viviers (07346)                    |
| 109. Vogüé (07348)                         | 110. La Voulte-sur-Rhône (07349)        |                                           |                                         |